# Виктор Кампенартс
Виктор Кампенартс (хол. Victor Campenaerts; Вилрајк, 28. октобар 1991) белгијски је бициклиста који тренутно вози за  тур тим Визма—лејз а бајк. По два пута је освојио првенство Белгије и Европско првенство у вожњи на хронометар, гдје је такође освојио по једну сребрну и бронзану медаљу, а освојио је и једну бронзану медаљу на Свјетском првенству у вожњи на хронометар. На Ђиро д’Италији и Тур де Франсу је остварио по једну етапну побједу, а на Тур де Франсу је освојио награду за најагресивнијег возача цијеле трке. У периоду од 2019. до 2022. држао је рекорд на сат времена.

## Дјетињство и јуниорска каријера
Спортску каријеру је почео као пливач, након чега је почео да се такмичи у триатлону, са циљем да постане најбољи на свијету. Имао је много повреда током трчања, али је био добар у бициклизму и одлучио је да му се потпуно посвети са 19 година.
У току јуниорске каријере освојио је Европско првенство у вожњи на хронометар за возаче до 23 године 2013. шест секунди испред Олександера Головаша.

## Каријера

### 2014—2017.
Професионалну каријеру почео је 2014. у тиму Топспорт Фландерен—балоисе, са којим је 2015. Тур де Валоније трку завршио на другом мјесту, 16 секунди иза Никија Терпстре, уз освојену класификацију за најбољег младог возача. Током сезоне је такође освојио Дуо Нормамд, вожњу на хронометар у пару у дужини од око 50 km. Возио је у пару са Јелеом Валајсом и побиједили су 27 секунди испред Оливијеа Пардинија и Дмитрија Клејса. Године 2016. прешао је у ворлд тур тим ЛотоНЛ—јумбо,  а током сезоне освојио је првенство Белгије у вожњи на хронометар, три секунде испред Ива Лампара и возио је своју прву гранд тур трку — Вуелта а Еспању. гдје је хронометар на етапи 19 завршио на петом мјесту, скоро два минута иза Криса Фрума. У генералном пласману завршио је на 143 мјесту. На почетку 2017. остварио је побједу на хронометру на трећој етапи Вуелта а Андалузије, секунду испред Алехандра Валвердеа. У мају је возио Ђиро д’Италију по први пут, гдје је хронометар на десетој етапи завршио на 182 мјесту, скоро 11 минута иза Тома Димулена, али је трку напустио током етапе 16. Првенство Белгије у вожњи на хронометар завршио је на другом мјесту, 17 секунди иза Лампара, након чега је у августу освојио Европско првенство у вожњи на хронометар, двије секунде испред Маћјеја Боднара. У септембру је возио Тур оф Бритејн трку, гдје је хронометар на петој етапи завршио на другом мјесту, шест секунди иза Ларса Бома, а у генералном пласману завршио је на четвртом мјесту, 13 секунди иза Бома. У финишу сезоне, Свјетско првенство у вожњи на хронометар завршио је на 16 мјесту, два минута иза Димулена, а Хроно дес нејшон завршио је на петом мјесту, два минута иза Мартина Тофт Мадсена.

### 2018—2019.
Године 2018. прешао је у Лото—судал, са којим је потписао двогодишњи уговор. Почетком сезоне возио је Волта ао Алгарве трку, гдје је хронометар на трећој етапи завршио на другом мјесту, 11 секунди иза Герента Томаса. Крајем априла возио је Тур де Романди, гдје је пролог на отварању завршио на петом мјесту, пет секунди иза Мајкла Метјуза, али је хронометар на трећој етапи завршио преко временског лимита, девет минута иза Егана Бернала и морао је да напусти трку. У мају је возио Ђиро д’Италију, гдје је хронометар дуг 9,7 km на отварању у Јерусалиму завршио на трећем мјесту, са истим временом као и Роан Денис, двије секунде иза Димулена. Хронометар на етапи 16 завршио је на 11 мјесту, минут иза Дениса, али није стартовао етапу 17. У јуну је освојио првенство Белгије у вожњи на хронометар по други пут, три секунде испред Томаса де Гента, након чега је 8. августа освојио Европско првенство у вожњи на хронометар другу годину заредом, секунду испред Хонатана Кастровијеха. Недељу дана касније стартовао је Бинкбанк тур, гдје је хронометар на другој етапи завршио на другом мјесту, 14 секунди иза Стефана Кинга. У августу је возио Вуелта а Еспању, гдје је хронометар дуг 8 km, на отварању завршио на трећем мјесту, седам секунди иза Дениса и секунду иза Михала Квјатковског. На етапи 12 је био у бијегу, гдје се одвојио у финишу заједно са још пет возача, али је у спринту заостао и завршио је на петом мјесту, двије секунде иза групе коју је одспринтао Александар Женије. На крају сезоне освојио је бронзану медаљу на Свјетском првенству у вожњи на хронометар, завршио минут и 21 секунду иза Дениса који је освојио златну медаљу и 53 стотинке иза Димулена који је освојио сребрну.
Сезону 2019. почео је на Тирено—Адријатику у марту, гдје је побиједио на хронометру на последњој етапи, три секунде испред Алберта Бетиола. Дана 16. априла 2019. поставио је рекорд на сат времена у Агваскалијентесу у Мексику, одвезавши 55.089 km, чиме је за 563 метра срушио рекорд који је поставио Бредли Вигинс 7. јуна 2015. Он је тако постао четврти белгијски бициклиста који је држао рекорд на сат времена у неком тренутку, послије Оскара ван ден Ејндеа (1897—1898), Фердинанда Бракеа (1967—1868) и Едија Меркса (1972—2000). Крајем априла возио је Тур де Романди, гдје је хронометар на последњој етапи у Женеви завршио на другом мјесту, 13 секунди иза Приможа Роглича, а двије секунде испред Филипа Гане. У мају је возио Ђиро д’Италију, гдје је хронометар на деветој етапи завршио на другом мјесту, 11 секунди иза Роглича, а хронометар на последњој, етапи 21, поново је завршио на другом мјесту, четири секунде иза Чада Хаге. Сезону је наставио на Белгијум туру, гдје је хронометар на трећој етапи завршио на трећем мјесту, двије секунде иза Тима Веленса и секунду иза Натана ван Хојдонка. На четвртој етапи, отишао је у бијег заједно са Ремком Евенепулом и Андреасом Кроном и побиједио је у спринту, остваривши прву побједу у каријери ван трка на хронометар. Последња, пета етапа, била је спринтерска и трку је завршио на другом мјесту у генералном пласману, 52 секунде иза Евенепула. У финишу сезоне, Свјетско првенство у вожњи на хронометар завршио је на 11 мјесту, два минута и 50 секунди иза Дениса.

### 2020—2021.
Године 2020. прешао је у НТТ про сајклинг. Хронометар на четвртој етапи на Париз—Ници завршио је на шестом мјесту, 17 секунди иза Серена Краг Андерсена, али је трку морао да напусти током седме етапе. Због пандемије ковида 19 у марту је прекинута читава сезона у бициклизму, а трке су или одложене или отказане. Након што се сезона наставила, у августу је возио Чеш тур, који је завршио на 36 мјесту у генералном пласману. Дана 20. августа завршио је првенство Белгије у вожњи на хронометар на другом мјесту, 30 секунди иза Ваута ван Арта, док је четири дана касније освојио бронзану медаљу на Европском првенству у вожњи на хронометар, завршивши 21 секунду иза Кинга и четири секунде иза Ремија Кавање. Сезону је наставио на Тирено—Адријатику, гдје је хронометар на последњој етапи завршио на другом мјесту, 18 секунди иза Гане, након чега је Свјетско првенство у вожњи на хронометар завршио на осмом мјесту, 52 секунде иза Гане. У октобру је возио Ђиро д’Италију, гдје је био у бијегу на етапи 19. Јозеф Черни је напао на 22  до циља, што нико није могао да прати. Кампенартс је радио у другој групи са још четири возача, након чега је напао у последњем километру и завршио је на другом мјесту, 18 секунди иза Чернија. Хронометар на последњој, етапи 21, завршио је на другом мјесту, 32 секунде иза Гане.
Године 2021. по први пут у каријери је возио класике; на Кирн—Брисел—Кирну, Метју ван дер Пул је напао на 85 km до циља, што је пратио Хонатан Нарваез, док је Кампенартс био при врху групе, а касније је изјавио да је био уплашен да би пратио тај напад. Бјегунци су достигнути на 2 km до циља, а послије трке Ван дер Пул му је рекао да би опстали до краја да га је он пратио. Милано—Санремо је завршио на 81 мјесту, а Ронде ван Фландерен на 38. У мају је возио Ђиро д’Италију, гдје је хронометар на отварању завршио на 24 мјесту, 32 секунде иза Гане. На четвртој етапи је био у бијегу, али је отпао, а затим га је главна група достигла у последњих 20 километара и завршио је 13 минута иза Џоа Домбровског. На осмој етапи је поново био у бијегу, гдје је Виктор Лафај напао на последњем успону и остварио је соло побједу, док је Кампенартс завршио на седмом мјесту, минут иза. У бијегу је био и на етапи 15, одакле је напао на 22  до циља, што су пратили Оскар Ризебек и Алберт Торес, који је отпао на последњем успону. Кампенартс је побиједио у спринту, остваривши прву побједу на гранд тур тркама и трећу за тим  Кубека асос на Ђиру 2021. Трку је напустио прије почетка етапе 17, због проблема са мишићима кољена. Првенство Белгије у вожњи на хронометар завршио је на трећем мјесту, 41 секунду иза Лампара и 21 секунду иза Евенепула, након чега је возио Тур де Франс по први пут, гдје је на етапи 11 отпао рано од групе и на 90 km до циља био је последњи возач на друму, 14 минута иза групе, а затим је напустио трку. Крајем августа возио је Бенелукс тур, гдје је хронометар на другој етапи завршио на осмом мјесту, 24 секунде иза Бисежера и дошао је на пето мјесто у генералном пласману. Шесту етапу је завршио на петом мјесту, у седмочланој групи која је дошла на циљ 42 секунде иза Сонија Колбрелија и дошао је на треће мјесто у генералном пласману. Последњу, седму етапу, завршио је у великој групи која је дошла на циљ 24 секунде иза Матеја Мохорича и трку је завршио на трећем мјесту у генералном пласману, минут и 14 секунди иза Колбрелија. Дана 12. септембра возио је друмску трку на Европском првенству, гдје је био дио групе која се одвојила у последњих 50 километара, а након што је отпао губио је вријеме и завршио је на десетом мјесту, преко пет минута иза Колбрелија. Сезону је завршио на Ђиро ди Ломбардији, гдје је био у бијегу, а након што је достигнут отпао је од групе и завршио је преко 20 минута иза Погачара.

### 2022—
Године 2022. вратио се у Лото—судал, са којим је потписао трогодишњи уговор, након што се тим Кубека расформирао на крају сезоне 2021. Сезону је почео крајем фебруара, на Омлоп хет Нијувсбладу, гдје је Ван Арт напао на 13 km до циља, што нико није могао да прати, а иза њега се издвојила група од девет возача. Ван Арт је побиједио 22 секунде испред групе коју је одспринтао Колбрели, док је Кампенартс завршио на петом мјесту. Сезону је наставио на класицима, а крајем марта возио је Дварс дор Фландерен, гдје је напао на 68 km до циља, заједно са Ван дер Пулом, Кингом, Тишом Бенотом, Беном Тарнером и Томом Пидкоком. Нападао је неколико пута у финишу, али није успио да се одвоји, након чега није испратио напад Бенота и Ван дер Пула и завршио је на четвртом мјесту, пет секунди иза, изгубивши у спринту од Пидкока. Након сезоне класика, у јуну је возио Белгијум тур, који је завршио на петом мјесту у генералном пласману, минут и десет секунди иза Маура Шмита, након чега је првенство Белгије у вожњи на хронометар завршио на трећем мјесту, минут и по иза Евенепула и минут иза Лампара. У јулу је возио Тур де Валоније трку, гдје је освојио брдску класификацију 20 поена испред Ојера Лазкана. Дана 7. августа освојио је Тур оф Левен класик, побиједивши у спринту Штибара, након што су се њих двојица одвојили у финишу и дошли на циљ 20 секунди испред групе коју је одспринтао Александер Кристоф. Три дана касније возио је Франко—белже трку, гдје су Јаспер де Бојст и Дрис ван Гестел напали на 19 km до циља, што је пратио Кристоф и стекли су 15 секунди предности. На последњем успону, на 3,4 km до циља, Кампенартс је напао из групе, достигао водећу тројицу возача и одмах напао. Достигли су га Ван Гестел и Кристоф у последњем километру, након чега је успорио како би омогућио да се Де Бојст врати. Де Бојст га је предводио за спринт, али је Кампенартс почео да спринта рано и завршио је на трећем мјесту, док је Кристоф побиједио. До краја сезоне возио је само класике, а најбољи резултат је остварио на Гран при де Валоније трци, коју је завршио на 14 мјесту, у трочланој групи која је дошла на циљ пет секунди иза групе коју је одспринтао Ван дер Пул.
Сезону 2023. почео је на Омлоп хет Нијувсбладу, који је завршио на 62 мјесту, скоро три минута иза Дилана Ван Барлеа који је остварио соло побједу. У марту је возио Бедене Коксајде класик, гдје је пао и поломио неколико пршљенова, због чега је морао да паузира неко вријеме. Пропустио је преостале прољећне класике, а такмичењу се вратио на Критеријуму ди Дофине у јуну, гдје је био у бијегу на неколико етапа и био је лидер брдске класификације до последње етапе, када је Ђулио Чиконе отишао у бијег, узео довољно бодова и освојио класификацију два поена испред Кампенартса. У јулу је возио Тур де Франс, гдје је био у бијегу на пет етапа, а добио је награду за најагресивнијег возача на етапи 18, гдје је радио до последњих 500 метара за Паскала Екхорна како би бјегунци стигли на циљ испред спринтера, али је Екхорна одспринтао Каспер Асгрен, док је Кампенартс завршио на 16 мјесту, након што је група стигла одмах иза бјегунаца и завршила у истом времену као они. На етапи 19 је поново био у бијегу, одакле је напао на 45 km до циља заједно са Сајмоном Кларком и стекли су 50 секунди предности. Пред почетак последњег успона, Кларк је отпао, а из друге групе су напали Мохорич, Асгрен и Бен о Конор и достигли су Кампенартса, који је одмах отпао, а до краја етапе је возио лагано и завршио је преко пет минута иза Мохорича који је побиједио у спринту испред Асгрена. Због своје вожње добио је награду за најагресивнијег возача на другој етапи заредом, што је било први пут да је један возач проглашен за најагресивнијег на двије узастопне етапе од Петера Сагана 2015. На последњој етапи на Јелисејским пољима добио је награду за најагресивнијег возача цијеле трке, након што је у бјеговима провео преко 600 km. Дана 15. августа возио је Тур оф Левен класик, гдје је био у бијегу и радио је за Арноа де Лија, који је побиједио у спринту, док је Кампенартс завршио на шестом мјесту, 11 секунди иза. Четири дана касније возио је Дројвенкурс—оверајсе, гдје се одвојио заједно са Расмусом Тилером и побиједио је у спринту, остваривши прву побједу у сезони. У септембру је возио Тур де Луксембург, гдје је побиједио на хронометру на четвртој етапи, секунду испред Брендона Макналтија. Сезону је завршио у октобру, на класику Париз—тур, који је завршио на 42 мјесту.
Сезону 2024. почео је на Вуелта а Андалузија рута дел сол трци, на којој су због протеста отказане етапе 1, 2, 4 и 5, а вожен је само хронометар дуг 5 km, који је завршио на 28 мјесту, 41 секунду иза Максима ван Гилса. У марту је возио класике, Милано—Санремо завршио је на 29 мјесту, Дварс дор Фландерен на 34, а Ронде ван Фландерен на 27.

## Стил вожње
Од почетка каријере фокусирао се искључиво на хронометар, возећи само трке које му помажу да побољша своје перформансе, изјавивши да је био индивидуални возач у тимском спорту. Године 2021. по први пут је возио класике, изјавивши да је открио нову љубав према њима, да је из Белгије и да је морао да их вози барем једном, а истакао је да му је као до краја каријере да освоји неку трку на калдрми. Током 2022. изјавио је да више не тренира на хронометрашком бициклу као некад, да не очекује да на класицима и етапним тркама може да оствари оно што је остварио на хронометру, али да нема амбицију да више икада вози хронометар на Свјетском првенству. Истакао је да је на његову примјену донекле утицала појава других возача, као што су Гана, Ван Арт и Евенепул, који су такође специјалисти на хронометру, због чега је схватио да ће бити тешко да се бори за побједу на хронометру на некој ворлд тур трци, што га је деморалисало.
Од 2021. када је почео више да се фокусира на друмске трке, почео је да се трансформише у рулера, специјалисту за бијегове. На Тур де Франсу 2023. је добио награду за најагресивнијег возача, након што је био у бијегу на пет етапа, а на још неколико је нападао са циљем да оде у бијег. После добијене награде изјавио је да то не може да се пореди ни са чим што је освојио у каријери прије тога.

## Резултати на тркама

### Резултати на гранд тур тркама
| Гранд тур трке  | 2016. | 2017. | 2018. | 2019. | 2020. | 2021. | 2022. | 2023. |  |
| --------------- | ----- | ----- | ----- | ----- | ----- | ----- | ----- | ----- |  |
| Ђиро д’Италија  | —     |       |       | 111   | 95    |       | —     | —     |  |
| Тур де Франс    | —     | —     | —     | —     | —     |       | —     | 64    |  |
| Вуелта а Еспања | 143   | —     | 102   | —     | —     | —     | —     | —     |  |

| — | Није учествовао |
|   | Није завршио    |